# Повелителі Салема
«Володарі Салему» (англ. The Lords of Salem) — американський фільм жахів режисера Роба Зомбі, в якому розповідається про місто Салем штату Массачусетс, який відвідує шабаш древніх відьом. Прем'єра стрічки відбулась 18 квітня 2018 року.

## Синопсис
На одну з радіостанцій у місті Салемі доставили посилку. Працівники думають, що там знаходяться чергові записи, призначені для ротації в ефірний час. Вони ставлять її для прослуховування, однак розуміють, що зробили фатальну помилку. Адже таким чином вони звільнили злі магічні сили і зіграли на руку прихильникам старовинного культу.

## У ролях
- Шері Мун Зомбі — Гайді Готорн
- Річард Лінч — преподобний Джон Готорн
- Брюс Девісон — Френсіс Маттіас
- Мег Фостер — Маргарет Морган
- Ернест Лі Томас — Чіп «Фрікшоу» Макдоналд
- Джефф Даніель Філліпс — Герман «Вайті» Сальвадор
- Кен Форі — Герман Джексон
- Торстен Фогес — граф Ґорґанн
- Ді Воллес — Сонні
- Біллі Драґо — суддя Семюель Мазер
- Ліза Мері — Прісцилла Рід
- Марія Кончіта Алонсо — Аліса Маттіас
- Барбара Кремптон — Вірджинія Кейбл
- Крістофер Найт — Кіт «Омар Джо» Вільямс
- Майкл Берріман — Вергілій Магнус
- Сід Гейґ — Дін Магнус
- Джуді Ґісон — Лейсі Дойл
- Патриція Квінн — Меган
- Деніел Робук — монстр Франкенштейна
- Камілла Кітон — Доріс фон Фукс
- Удо Кір — Метью Гопкінс
- Клінт Говард — Карло Караваджо

## Виробництво
«Володарі Салему» — третій фільм з фільмів з привидами, перші два з яких «Паранормальне явище» і «Астрал». Після ремейка «Гелловіну» ТА його продовження. Роб Зомбі заявив, що хоче спробувати щось нове та оригінальне. Також фактом у вирішенні Зомбі було те, що йому запропонували повну свободу творчості для проекту і те, чого у нього не було ні для однієї зі своїх стрічок Гелловін.